# Minerva aleja a Marte
Minerva aleja a Marte (también Minerva aleja a Marte para proteger de la Guerra a la Paz y la Abundancia) es un cuadro de Tintoretto, realizado entre 1576 y 1577, que se encuentra en el Palacio Ducal de Venecia.
Incluido en una serie de cuatro obras mitológicas (las otras tres son Mercurio y las tres Gracias, Baco, Venus y Ariadna y La Fragua de Vulcano), el cuadro se compuso originalmente para el Atrio Quadrato del Palacio Ducal, aunque después serían trasladados todos a la Sala dell’ Anticollegio.

## El tema

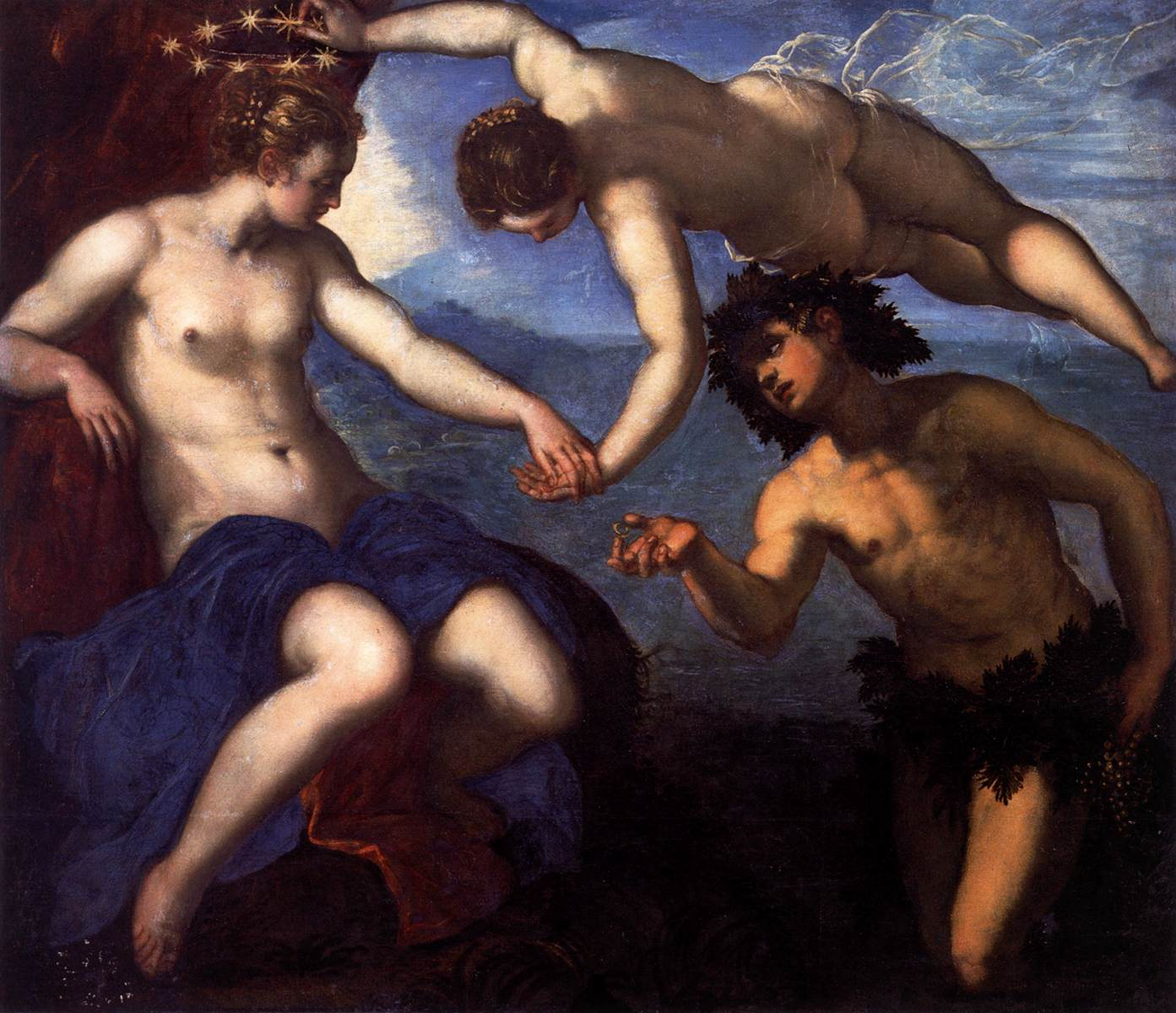
Baco, Venus y Ariadna, Tintoretto.

El gobierno de la República de Venecia encargó esta serie a Tintoretto, con un claro mensaje político. Cada una de las obras significaba un objetivo garantizado por el Dux Girolamo Priuli a sus súbditos. En este caso se intenta transmitir el éxito de la república frente a las agresiones de sus potenciales enemigos, los turcos y alemanes.
Los personajes mitológicos son Minerva, diosa de la sabiduría y las artes, Marte, dios griego de la guerra, y dos figuras femeninas alegóricas la Paz y la Abundancia.